# Juliën Mesbahi
Juliën Merijn Mesbahi (Enschede, 31 januari 2006) is een Nederlands voetballer van (deels) Marokkaanse afkomst. Hij speelt als centrale verdediger en maakte in oktober 2023 zijn debuut in het betaald voetbal voor FC Twente. In het seizoen 2025/26 wordt hij verhuurd aan FC Emmen.

## Clubloopbaan
Mesbahi is de zoon van een Marokkaanse vader en een Nederlandse moeder. Op zijn veertiende maakte hij de overstap van Avanti-Wilskracht uit Glanerbrug naar de FC Twente / Heracles Academie. In juni 2023 tekende hij een driejarig contract bij FC Twente, waarna hij in de voorbereiding op seizoen 2023/24 aansloot bij de eerste selectie van de club. Op 8 oktober 2023 maakte hij onder trainer Joseph Oosting zijn debuut in de Eredivisie, toen hij in een uitwedstrijd tegen Fortuna Sittard in de 84e minuut inviel voor Robin Pröpper. In zijn eerste twee seizoenen kwam hij tot drie invalbeurten bij Twente.
Om hem meer speelminuten te laten maken, werd hij door Twente in het seizoen 2025/26 aan FC Emmen in de Eerste divisie verhuurd. Hiervoor werd zijn contract bij FC Twente verlengd tot 2027, met een optie voor nog een jaar.

## Interlandloopbaan
Juliën Mesbahi maakte op 23 november 2021 zijn debuut in het Nederlands voetbalelftal onder 16 onder trainer Pieter Schrassert Bert. Hij kwam vervolgens ook uit voor het nationale onder 17-team en onder 18-team. In oktober 2023 was hij in een wedstrijd van de O18 tegen Denemarken aanvoerder van het team.
In maart 2025 koos Mesbahi ervoor om zijn interlandloopbaan te vervolgen voor Marokko. Hij werd toegevoegd aan de selectie van Marokko onder 20, waarvoor hij op 22 maart 2025 zijn debuut maakte.

## Clubstatistieken
| Seizoen | Club      | Competitie     | Competitie | Competitie | Beker | Beker | Internationaal | Internationaal | Overig | Overig | Totaal | Totaal |
| Seizoen | Club      | Competitie     | Wed.       | Dlp.       | Wed.  | Dlp.  | Wed.           | Dlp.           | Wed.   | Dlp.   | Wed.   | Dlp.   |
| ------- | --------- | -------------- | ---------- | ---------- | ----- | ----- | -------------- | -------------- | ------ | ------ | ------ | ------ |
| 2023/24 | FC Twente | Eredivisie     | 2          | 0          | 0     | 0     | 0              | 0              | 0      | 0      | 2      | 0      |
| 2024/25 | FC Twente | Eredivisie     | 1          | 0          | 0     | 0     | 0              | 0              | 0      | 0      | 1      | 0      |
| 2025/26 | FC Emmen  | Eerste divisie | 0          | 0          | 0     | 0     | –              | –              | 0      | 0      | 0      | 0      |
| Totaal  | Totaal    | Totaal         | 3          | 0          | 0     | 0     | 0              | 0              | 0      | 0      | 3      | 0      |

Bijgewerkt t/m 8 juli 2025.